# 귀자모신

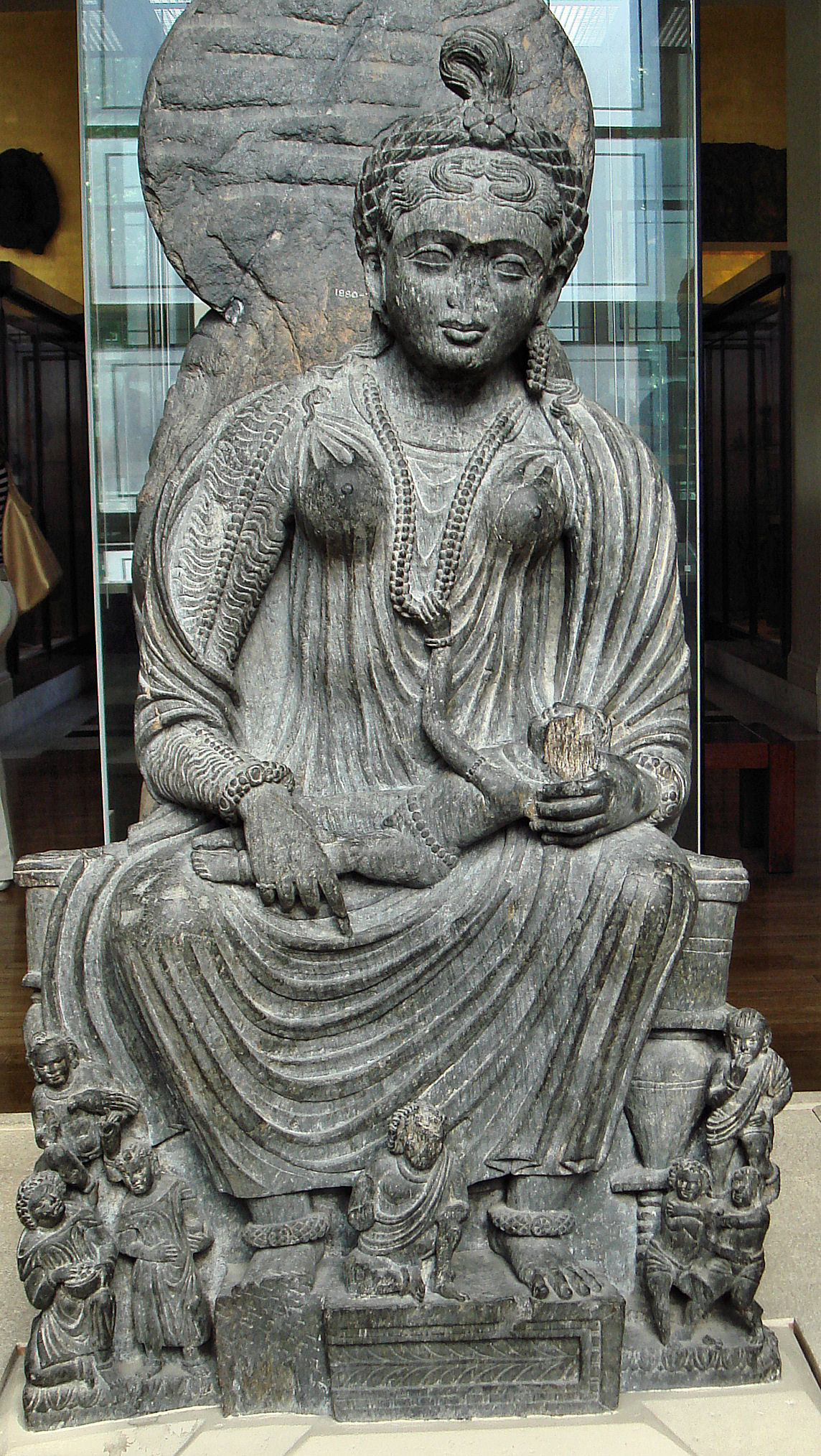
귀자모신

귀자모신(鬼子母神, 산스크리트어: हारिती 하리티)은 불교의 여신으로, 순산, 유아 보호 등의 소원을 들어준다고 한다.